# Đoàn Hưng Trí
Đoàn Hưng Trí (段興智, ?-1260) là vị đại hoàng đế cuối cùng của nước Đại Lý, tại vị từ năm 1251-1254. Ông là con của Đoàn Tường Hưng.
Năm 1253, quân Mông Cổ công phá thành Đại Lý, tể tướng Cao Thái Tường bị giết, Đoàn Hưng Trí dẫn quân lui về Thiện Xiển (nay là Côn Minh). Năm sau, Hốt Tất Liệt sai Ngột Lương Hợp Thai tấn công Thiện Xiển, Đoàn Hưng Trí bị bắt tại Côn Trạch (nay là huyện Nghi Lương). Nước Đại Lý diệt vong.
Năm 1255, Đoàn Hưng Trí được đưa vào yết kiến Hốt Tất Liệt ở Đại Đô. Ông lấy bản đồ nước Đại Lý dâng nộp Hốt Tất Liệt. Năm 1257, Hốt Tất Liệt phong ông là "Đại Lý tổng quản" (大理總管), cho phép ông trở về Đại Lý. Họ Đoàn được thế tập trấn thủ Vân Nam đến khi nhà Nguyên mất.
Năm 1258, Đoàn Hưng Trí theo phò các Ngột Lương Hợp Thai và tham gia các trận đánh Đại Việt.
Năm 1260, ông đi về phía bắc với em trai Đoàn Thật (Đoàn Tín Tư Nhật) để tiếp kiến Hốt Tất Liệt, nhưng đã chết trên đường đi.